# Prut
Prut (ukrajinsko Прут) je 953 km dolga reka, ki izvira v Karpatih v Ukrajini pod najvišjo ukrajinsko goro Goverlo, sprva vijuga po Ukrajini proti severu, nato se obrne proti jugu, 31 km njenega toka je na meji z Romunijo, nato pa v dolžini kar 711 km tvori celotno mejo med Romunijo in Moldavijo oziroma zgodovinsko gledano med staro romunsko pokrajino (zahodno) Moldavijo in Besarabijo vse do svojega izliva v Donavo pri Reni.

## Ime
Reka Prut je bila v antiki znana kot Pyretus (starogrško Πυρετός, dob. 'Pyretós') ali skitsko Porata (morda), Hierasus (Ἱέρασος, Hiérasos) ali Gerazius. Herodot navaja Prut, pod imenom Porata ali Piretus, med petimi rekami, ki tečejo skozi skitsko deželo in se stekajo v Donavo. V drugem zvezku osmansko-bolgarskih kronik Imana Jagfar Tarihi (1680) je reka Prut navedena kot Burat. In v bizantinski razpravi Konstantina Porfirogeneta O upravljanju cesarstva je omenjena kot reka Brut (38. poglavje) ali kot Burat (42. poglavje).

## Mesta
Ob reki Prut, od izvira do ustja, so naslednja mesta: Jaremče, Deljatin, Lančin, Kolomija, Snjatin, Črnovice, Novoselicja, Darabani, Lipcani, Ungheni, Leova, Cantemir in Cahul.

## Značilnosti
Prut izvira na vzhodnem pobočju gore Goverla v Karpatih v Ukrajini (Ivano-Frankivska oblast). Sprva reka teče proti severu. V bližini kraja Jaremče se obrne proti severovzhodu in blizu mesta Kolomija na jugovzhod. Ko doseže mejo med Moldavijo in Romunijo, se še bolj obrne proti jugovzhodu in nato proti jugu. Sčasoma se pridruži Donavi blizu Giurgiuleștija, vzhodno od Galațija in zahodno od Renija.
Med letoma 1918 in 1939 je bila reka deloma na Poljskem in deloma v Veliki Romuniji (romunsko România Mare). Pred prvo svetovno vojno je služila kot meja med Romunijo in Ruskim cesarstvom. Po drugi svetovni vojni je bila po reki ponovno vzpostavljena meja, tokrat med Romunijo in Sovjetsko zvezo. Danes 31 km reke tvori mejo med Romunijo in Ukrajino, 711 km pa tvori mejo med Romunijo in Moldavijo. Ima hidrografsko porečje 27.540 km², od tega 10.990 km² v Romuniji in 7790 km² v Moldaviji. Največje mesto ob njenih bregovih so Črnovice v Ukrajini.
Na reki Prut je zgrajen jez Stânca-Costești, ki ga skupaj upravljata Moldavija in Romunija. V Sniatinu (Ukrajina) je tudi hidroelektrarna. Ladje plujejo od rečnega ustja do pristaniškega mesta Leova (južna Moldavija).
Najnižji del porečja je močno močvirnat. Povprečni pretok na njegovem ustju je 110 m³/s. Povprečni pretok v mestu Leova je 69,2 m³/s. Naklon reke se giblje od 100 m/km (v bližini izvira) do 0,05 m/km (v bližini ustja). V zgornjem toku (do Deliatin) je gorskega značaja, s strmim desnim bregom, včasih ima profil prečnega prereza kanala obliko grebena. V bližini mesta Jaremče je slap Probij.

## Pritoki
Naslednje reke so pritoki reke Prut (od izvira do ustja):
Levi: Turka, Čornjava, Sovica, Rokitna, Ringač, Čerlena, Larga (Briceni), Vilia, Lopatnic, Racovăț, Ciuhur, Camenca, Delia, Nârnova, Lăpușna, Sărata, Larga (Cantemir)
Desni: Pistinka, Ribnica, Čeremoš, Dereluj, Gerca, Poiana, Cornești, Isnovăț, Rădăuți, Ghireni, Volovăț, Badu, Bașeu, Corogea, Berza Veche, Râioasa, Soloneț, Cercheijiulața, Girața, Ghireța, Ghireni, Copăceana, Belciug, Elan, Horincea, Oancea, Stoeneșa, Brănești, Chineja.

## Zgodovinski dogodki
Leta 1538 je osmanska vojska Sulejmana Veličastnega prečkala Prut med pohodom na Karaboğdan.
Med rusko-turško vojno 1710–1711 so se ruske sile 19. julija 1711 sprva razdelile med vojsko Petra Velikega na zahodnem bregu in vojsko Borisa Šeremeteva na vzhodnem bregu Pruta ter se povezale z Dimitrijem Cantemirjem, vladarjem Moldavije, se srečale z osmansko vojsko, ki jo je vodil veliki vezir Baltadži Mehmed Paša. Turki in krimski Tatari so najprej napadli Šeremeteva, ki se je nato umaknil na drugo stran, da bi se pridružil Petru Velikemu. Nato je ruska vojska med Stănileștijem in reko postavila obrambno taborišče, ki ga je nato v celoti obkrožila osmanska vojska. Pogajanja so se začela 21. julija 1711, Prutski mir pa je bil podpisan 23. julija 1711. Po tej pogodbi je moral Dimitrij Cantemir oditi v izgnanstvo v Moskvo. Ta pogodba pomeni konec lokalnih dinastij kraljev in inavguracijo grških vladarjev iz četrti Fanar v Carigradu (Fanarioti).
Nekaj več kot stoletje pozneje, leta 1821, je vodja grških nacionalistov Alexander Ypsilantis prečkal reko Prut pri Sculeni z namenom, da sproži upor v Donavskih kneževinah. Čeprav je vlaška vstaja na koncu propadla – zlasti zaradi nepremostljivih razlik med Ypsilantisom in njegovim vlaškim zaveznikom Tudorjem Vladimirescujem – je sprožila grško osamosvojitveno vojno, ki je deset let pozneje vodila do osamosvojitve Kraljevine Grčije. V kneževinah je to vodilo do konca prej omenjene grške fanariotske vladavine, posredno pa do povečanja samouprave in na koncu nekaj desetletij pozneje do neodvisnosti Romunije. V grški zgodovini je Ypsilantisov prehod čez Prut pomemben zgodovinski dogodek, ki ga spominja na znameniti sliki, razstavljeni v Atenah.

## Mostovi
- most Lipcani-Rădăuț
- Eiffelov most, Ungheni
- Costești-Stânca
- Fălciu-Cantemir
- Oancea-Cahul
- Galați-Giurgiulești

## Galerija
- Sfinga Skelia
- Prut blizu Giurgiulești, okrožje Cahul
- ’’Most čez Prut pri Jaremče’’. Risba Karl Jeczmieniowski, 1893
- Prut izdaji The Illustrated London News leta 1876
- Nemški inženirji gradijo pontonski most čez reko Prut med napredovanjem proti Umanu, 1941
- Prut na začetku
- Prut med Românești, Botoșani (Romunija) in Balatina (Moldavija)